# Frihet (roman)
Frihet (eng. Freedom) är en roman från 2010 av den amerikanske författaren Jonathan Franzen. Den publicerades på svenska 2011 i översättning av Rebecca Alsberg.
Romanen följer flera medlemmar ur den amerikanska familjen Berglund och deras nära vänner och älskare i takt med att invecklade och jobbiga relationer utvecklar sig över åren. Den rör sig från 1900-talets sista decennier och slutar under Obamaadministrationens första tid.
Den utsågs av Time Magazine till 2010 års bästa bok och av New York Times till en av årets tio bästa böcker. The Guardian utsåg den till århundradets roman, och under tre veckor i september och oktober 2010 låg den etta på New York Times bästsäljarlista. SvD menade att romanen innebar att Franzen åter var ”tillbaka i högform” även om den har skavanker, både i form av för långa politiska utläggningar och lite väl många metaforer, medan Jonas Thente på Dagens Nyheter kallar den för ”en fantastisk roman”.

## Handling
I Frihet följer man flera medlemmar i den amerikanska familjen Berglund, deras närmsta vänner samt älskare och älskarinnor i takt med att invecklade, komplexa och jobbiga relationer utvecklas över åren. Detta utspelar sig under 1900-talets sista decennier fram till de första åren av Obamaadministrationens styre i USA.
I öppningskapitlet berättas en kort historia om familjen Berglund från de nyfikna grannarnas perspektiv. Familjen porträtteras som en huvudsakligen liberal medelklassfamilj som är bland de första familjerna att flytta tillbaka till det urbana St. Paul i Minnesota efter flera år av så kallad "vit flykt" till förorterna, från etniskt blandade till etniskt mer homogena områden. Patty Berglund är en ovanligt ung och vacker hemmafru med en självunderskattad sorts humor. Hennes man Walter Berglund är en advokat med milt temperament och starka gröna övertygelser. De har en dotter, Jessica, och en son, Joey, som tidigt uppvisar en självständig attityd och stort intresse för att tjäna pengar. Han inleder ett sexuellt förhållande med den tonåriga granndottern Connie, och börjar göra uppror mot sin mor - till den grad att han flyttar in hos Connie, Connies mor och moderns pojkvän Blake - vilket gör Patty och Walter allt mer instabila. Efter flera olyckliga år flyttar familjen till Washington, D.C. och överger det område och det hus som de arbetade så hårt för att förbättra. Walter börjar arbeta för ett okonventionellt miljöprojekt knutet till kolindustrin.
Bokens andra del är i form av en självbiografi författad av Patty Berglund, skriven på hennes terapeuts inrådan. Självbiografin handlar om Pattys ungdom som en basketstjärna, och hennes ökande alienering från sina artistiskt lagda föräldrar och syskon. I stället för att börja studera vid ett fint college på östkusten som sina syskon får hon ett basketstipendium för att studera vid University of Minnesota och påbörjar ett atletliv. Hon träffar på en attraktiv men onåbar indierockstjärna vid namn Richard Katz, och hans nördiga men vänliga rumskamrat Walter Berglund. Efter att hennes basketkarriär avslutas med en svår knäskada blir Patty plötsligt i desperat behov av manlig närhet, och efter att misslyckas med att få det av Richard slår hon sig till ro med Walter, som tålmodigt uppvaktat henne i över ett år. Man får veta att Patty under hela tiden trots detta hade kvar sin åtrå till Richard och hade en kort affär med honom i Berglunds stuga vid en sjö.
Därefter förflyttas romanen till New York år 2004, och perspektivet skiftas till Walters och Pattys vän Richard, som till slut har lyckats bli en mindre, medelålders indierockstjärna. Hans albumhit Nameless Lake handlar om hans korta kärleksaffär med Patty vid Berglunds stuga i Minnesota. Richard trivs inte med kommersiell framgång, kastar iväg sina pengar och återvänder till att bygga takdäck för förmögna personer på Manhattan. Helt plötsligt ringer Walter honom för att få hjälp som en känd talesperson för en miljökampanj. Walter har fått jobb i Washington, D.C., för en kolgruvemagnat som vill göra ett dagbrott i en skog i West Virginia för att sedan göra det till ett sångfågelreservat av framtida miljövärde. Walter hoppas kunna använda en del av pengarna för projektet för att kunna finansiera en konsert för att bekämpa överbefolkning vilket är den gemensamma nämnaren bakom all hans miljöoro, och han tror att Richard kan samla ihop tillräckligt med kända musiker för saken. Samtidigt förvärras Walters äktenskap med Patty stadigt, och hans vackra unga assistent Lalitha har blivit förälskad i honom.
Samtidigt försöker familjens frånskilda republikanska son Joey att finansiera sina collegestudier vid University of Virginia genom att ingå ett tvetydigt underkontrakt för att erbjuda reservdelar för utdaterade förrådslastbilar under Irakkriget. Under collegetiden gifter han sig dessutom med sin barndomsförälskelse Connie men vågar inte berätta det för sina föräldrar. Efter att ha besökt sin rumskompis Jonathans familj i Washingtons förorter eftersträvar han även att inleda ett sexuellt förhållande med sin väns vackra syster Jenna, och utsätts dessutom för hennes faders sionism och neokonservativa politik. Efter att ha försökt få Jenna i flera månader, kan Joey, när hon till slut vill ha sex med honom, inte få en erektion. Dessutom drabbas han av dåligt samvete efter att ha tjänat 850 000 amerikanska dollar av att sälja defekta lastbilsdelar till militära leverantörer i Irak. Till slut ger Joey iväg överskottet som han tjänat, återförenas med sina föräldrar, slår sig ner med Connie och börjar arbeta inom hållbart kaffe med hjälp av sin far Walter.
Richards återuppträdande förstör nu Walter och Pattys allt svagare äktenskap. Richard försöker övertyga Patty om att lämna Walter, men hon visar Richard den självbiografi hon skrev som "terapi" och försöker övertyga honom att hon fortfarande älskar Walter. Richard lämnar avsiktligt självbiografin på Walters skrivbord, varpå Walter får reda på Pattys innersta tankar. Walter sparkar då ut Patty ur huset, och hon flyttar till Jersey City för att vara med Richard. Relationen håller dock bara sex månader, och hon flyttar ensam till Brooklyn själv för att arbeta vid en privatskola, där hon upptäcker sin förmåga att undervisa yngre barn. När Patty lämnar Walter får han en katarsis på live-TV och avslöjar sitt förakt för de tvångsförflyttade familjer i West Wirginia från dagbrottsprojektet och hans olika kommersiella uppbackare. Lokala rednecks svarar med att dra ner honom från plattformen på vilken presskonferensen hålls och slår ner honom. Han avskedas från miljöorganisationen, men TV-debaclet gör honom till en viral videohjälte för radikala ungdomar över hela landet. Walter och hans assistent Lalitha inleder ett förhållande och fortsätter sina planer på att bekämpa överbefolkningen genom en konsert för att samla ungdomar i bergen i West Virginia. Lalitha dör dock i en misstänksam bilolycka bara några dagar innan konserten skall äga rum. En splittrad Walter som har förlorat båda de kvinnor som älskade honom flyttar till familjens fritidshus vid sjön i Minnesota. För den nya gatan av grannar blir han känd som en butter gammal enstöring som är besatt av huskatter som dödar fåglar som har sitt bo på hans fastighet.
Efter några år i Brooklyn dör Pattys fader och hon tvingas att klara upp konflikten som uppstår inom familjen av misslyckade bohemer när de försöker dela upp den kraftigt förminskade familjeförmögenheten. Erfarenheten får Patty att mogna, och efter några år av singelliv inser hon hur tomt hennes liv är samt att hon håller på att åldras. Hon bestämmer sig för att leta reda på Walter - den enda man som någonsin verkligen älskat henne. Hon kör till stugan i Minnesota och trots att han blir arg och förvirrad går han till slut med på att ta henne tillbaka. Boken slutar 2008 när de lämnar stugan som ett par för att återvända till Pattys job i New York, efter att ha gjort om deras gamla stuga vid sjön till ett kattsäkert staketskyddat fågelreservat namngivet i Lalithas minne.

## Utveckling
Efter framgångarna och den positiva kritiken efter hans tredje roman Tillrättalägganden (2001) började Franzen arbeta på sin fjärde fullängdsroman. När han i en intervju den 30 oktober 2002 på Charlie Rose svarade på hur långt i skrivarprocessen av den nya romanen han hade kommit svarade han:
Jag har kommit ungefär ett år av frustrering och förvirring framåt... Du vet, jag är typ på botten av det nedsänkta isberget stirrandes upp mot vattnets yta... Jag tvivlar inte på min förmåga att skriva en bra bok, men jag tvivlar mycket på hur den kommer att se ut.
Han fortsatte med att konstatera att en grundläggande struktur för handlingen hade kommit på plats, och att skrivandet av den nya romanen var som ett "gerillakrig" i att närma sig olika aspekter av romanen (som karaktärer, dialoger, utveckling av handlinen, osv.). Vidare klargjorde han att han skulle undvika allmänna framträdanden genom att säga att "få klart lite arbete är semestern" från kampanjarbetet kring Tillrättalägganden och How To Be Alone.
Ett utdrag med namnet "Good Neighbors" släpptes i The New Yorkers upplagor 8 och 15 juni 2009. Tidskriften släppte även ett andra utdrag med titeln "Agreeable" i sin utgåva den 31 maj 2010. Den 16 oktober 2009 gjorde Franzen ett framträdande tillsammans med David Bezmozgis vid New Yorker Festival vid Cedar Lake Theatre för att läsa ur sin kommande roman. Sam Allard, som skrev för hemsidan North By Northwestern, sade att "material från hans nya (vad jag hört massiva) roman" var "så flytande och övertygande som någonsin" och "markerat av hans familjära och tragiska underton.". Franzen läste "ett utökat utdrag från det andra kapitlet."
12 mars 2010 släpptes detaljer om handling och innehåll i Macmillan fall catalogue 2010. I en intervju med Dave Haslam 3 oktober 2010 kommenterade Franzen varför den fick namnet Frihet:
Anledningen till att jag smällde till ordet på bokförslaget som jag sålde för tre år sedan utan någon klar idé alls vad för sorts bok det skulle komma att bli var att jag ville skriva en bok som på något sätt skulle befria mig. Och detta vill jag säga om 'frihetens' abstrakta koncept: det är möjligt att du är friare om du accepterar vad du är och fortsätter med att vara den person du är än om du fortsätter med denna slags obundna jag är fri att vara detta, fri att vara det där, falsk frihet."